# Hans Zimmer - The Classics
Hans Zimmer - The Classics' (of The Classics) is een verzamelalbum van Hans Zimmer. Het album werd uitgebracht op 13 januari 2017 door Sony Classical.

## Achtergrond
Het album bevat de bekende filmmuziek van Zimmer, uitgevoerd in een vernieuwde symfonische uitvoering door Lindsey Stirling (viool), The Piano Guys (piano, cello), Lang Lang (piano), Till Brönner (trompet), Tina Guo (cello), Amy Dickson (saxofoon), Leona Lewis (zang), Maxim Vengerov (viool), Khatia Buniatishvili (piano), 2Cellos (cello) en Roger Sayer (orgel) in samenwerking met het Tsjechisch Filharmonisch Orkest onder leiding van Gavin Greenaway. De muziek werd gemasterd in de Abbey Road Studios.

## Tracklijst
Alle muziek en teksten zijn geschreven door Hans Zimmer, tenzij anders vermeld. 
| 1.                 | The Dark Knight Rises: Main Theme – Lindsey Stirling (viool)                                  | 4:23 |
| 2.                 | Themes From Pirates Of The Caribbean – The Piano Guys (piano, cello)                          | 6:21 |
| 3.                 | Gladiator Rhapsody – Lang Lang (piano)                                                        | 4:39 |
| 4.                 | Crimson Tide: Main Theme – Till Brönner (trompet)                                             | 4:03 |
| 5.                 | Inception: Time – Tina Guo (cello)                                                            | 4:42 |
| 6.                 | The Lion King: This Land – Amy Dickson (saxofoon)                                             | 3:59 |
| 7.                 | Gladiator: Now We Are Free – Leona Lewis (zang) (geschreven door Hans Zimmer en Lisa Gerrard) | 4:11 |
| 8.                 | Man Of Steel: Flight – Lang Lang (piano), Maxim Vengerov (viool)                              | 4:33 |
| 9.                 | The Thin Red Line: Light – Maxim Vengerov (viool)                                             | 7:06 |
| 10.                | Gladiator: The Battle Scene – Khatia Buniatishvili (piano)                                    | 6:49 |
| 11.                | Inception: Mombasa – 2Cellos (cello)                                                          | 3:39 |
| 12.                | Interstellar: The Docking Scene – Roger Sayer (orgel)                                         | 3:36 |
| Totale duur: 58:01 |                                                                                               |      |

## Hitnoteringen

### VlaamseUltratop 200 Albums
| Hitnotering: (week 1 t/m 2) 21-01-2017 t/m 28-01-2017 Hitnotering: (week 3 t/m 4) 25-02-2017 t/m 04-03-2017 Hitnotering: (week 5 t/m 6) 18-03-2017 t/m 25-03-2017 Hitnotering: (week 7 t/m 8) 08-04-2017 t/m 15-04-2017 Hitnotering: (week 9 t/m 10) 29-04-2017 t/m 06-05-2017 Hitnotering: (week 11 t/m 17) 20-05-2017 t/m 01-07-2017 Hitnotering: (week 18) 15-07-2017 Hitnotering: (week 19) 29-07-2017 | Hitnotering: (week 1 t/m 2) 21-01-2017 t/m 28-01-2017 Hitnotering: (week 3 t/m 4) 25-02-2017 t/m 04-03-2017 Hitnotering: (week 5 t/m 6) 18-03-2017 t/m 25-03-2017 Hitnotering: (week 7 t/m 8) 08-04-2017 t/m 15-04-2017 Hitnotering: (week 9 t/m 10) 29-04-2017 t/m 06-05-2017 Hitnotering: (week 11 t/m 17) 20-05-2017 t/m 01-07-2017 Hitnotering: (week 18) 15-07-2017 Hitnotering: (week 19) 29-07-2017 | Hitnotering: (week 1 t/m 2) 21-01-2017 t/m 28-01-2017 Hitnotering: (week 3 t/m 4) 25-02-2017 t/m 04-03-2017 Hitnotering: (week 5 t/m 6) 18-03-2017 t/m 25-03-2017 Hitnotering: (week 7 t/m 8) 08-04-2017 t/m 15-04-2017 Hitnotering: (week 9 t/m 10) 29-04-2017 t/m 06-05-2017 Hitnotering: (week 11 t/m 17) 20-05-2017 t/m 01-07-2017 Hitnotering: (week 18) 15-07-2017 Hitnotering: (week 19) 29-07-2017 | Hitnotering: (week 1 t/m 2) 21-01-2017 t/m 28-01-2017 Hitnotering: (week 3 t/m 4) 25-02-2017 t/m 04-03-2017 Hitnotering: (week 5 t/m 6) 18-03-2017 t/m 25-03-2017 Hitnotering: (week 7 t/m 8) 08-04-2017 t/m 15-04-2017 Hitnotering: (week 9 t/m 10) 29-04-2017 t/m 06-05-2017 Hitnotering: (week 11 t/m 17) 20-05-2017 t/m 01-07-2017 Hitnotering: (week 18) 15-07-2017 Hitnotering: (week 19) 29-07-2017 | Hitnotering: (week 1 t/m 2) 21-01-2017 t/m 28-01-2017 Hitnotering: (week 3 t/m 4) 25-02-2017 t/m 04-03-2017 Hitnotering: (week 5 t/m 6) 18-03-2017 t/m 25-03-2017 Hitnotering: (week 7 t/m 8) 08-04-2017 t/m 15-04-2017 Hitnotering: (week 9 t/m 10) 29-04-2017 t/m 06-05-2017 Hitnotering: (week 11 t/m 17) 20-05-2017 t/m 01-07-2017 Hitnotering: (week 18) 15-07-2017 Hitnotering: (week 19) 29-07-2017 | Hitnotering: (week 1 t/m 2) 21-01-2017 t/m 28-01-2017 Hitnotering: (week 3 t/m 4) 25-02-2017 t/m 04-03-2017 Hitnotering: (week 5 t/m 6) 18-03-2017 t/m 25-03-2017 Hitnotering: (week 7 t/m 8) 08-04-2017 t/m 15-04-2017 Hitnotering: (week 9 t/m 10) 29-04-2017 t/m 06-05-2017 Hitnotering: (week 11 t/m 17) 20-05-2017 t/m 01-07-2017 Hitnotering: (week 18) 15-07-2017 Hitnotering: (week 19) 29-07-2017 | Hitnotering: (week 1 t/m 2) 21-01-2017 t/m 28-01-2017 Hitnotering: (week 3 t/m 4) 25-02-2017 t/m 04-03-2017 Hitnotering: (week 5 t/m 6) 18-03-2017 t/m 25-03-2017 Hitnotering: (week 7 t/m 8) 08-04-2017 t/m 15-04-2017 Hitnotering: (week 9 t/m 10) 29-04-2017 t/m 06-05-2017 Hitnotering: (week 11 t/m 17) 20-05-2017 t/m 01-07-2017 Hitnotering: (week 18) 15-07-2017 Hitnotering: (week 19) 29-07-2017 | Hitnotering: (week 1 t/m 2) 21-01-2017 t/m 28-01-2017 Hitnotering: (week 3 t/m 4) 25-02-2017 t/m 04-03-2017 Hitnotering: (week 5 t/m 6) 18-03-2017 t/m 25-03-2017 Hitnotering: (week 7 t/m 8) 08-04-2017 t/m 15-04-2017 Hitnotering: (week 9 t/m 10) 29-04-2017 t/m 06-05-2017 Hitnotering: (week 11 t/m 17) 20-05-2017 t/m 01-07-2017 Hitnotering: (week 18) 15-07-2017 Hitnotering: (week 19) 29-07-2017 | Hitnotering: (week 1 t/m 2) 21-01-2017 t/m 28-01-2017 Hitnotering: (week 3 t/m 4) 25-02-2017 t/m 04-03-2017 Hitnotering: (week 5 t/m 6) 18-03-2017 t/m 25-03-2017 Hitnotering: (week 7 t/m 8) 08-04-2017 t/m 15-04-2017 Hitnotering: (week 9 t/m 10) 29-04-2017 t/m 06-05-2017 Hitnotering: (week 11 t/m 17) 20-05-2017 t/m 01-07-2017 Hitnotering: (week 18) 15-07-2017 Hitnotering: (week 19) 29-07-2017 | Hitnotering: (week 1 t/m 2) 21-01-2017 t/m 28-01-2017 Hitnotering: (week 3 t/m 4) 25-02-2017 t/m 04-03-2017 Hitnotering: (week 5 t/m 6) 18-03-2017 t/m 25-03-2017 Hitnotering: (week 7 t/m 8) 08-04-2017 t/m 15-04-2017 Hitnotering: (week 9 t/m 10) 29-04-2017 t/m 06-05-2017 Hitnotering: (week 11 t/m 17) 20-05-2017 t/m 01-07-2017 Hitnotering: (week 18) 15-07-2017 Hitnotering: (week 19) 29-07-2017 | Hitnotering: (week 1 t/m 2) 21-01-2017 t/m 28-01-2017 Hitnotering: (week 3 t/m 4) 25-02-2017 t/m 04-03-2017 Hitnotering: (week 5 t/m 6) 18-03-2017 t/m 25-03-2017 Hitnotering: (week 7 t/m 8) 08-04-2017 t/m 15-04-2017 Hitnotering: (week 9 t/m 10) 29-04-2017 t/m 06-05-2017 Hitnotering: (week 11 t/m 17) 20-05-2017 t/m 01-07-2017 Hitnotering: (week 18) 15-07-2017 Hitnotering: (week 19) 29-07-2017 | Hitnotering: (week 1 t/m 2) 21-01-2017 t/m 28-01-2017 Hitnotering: (week 3 t/m 4) 25-02-2017 t/m 04-03-2017 Hitnotering: (week 5 t/m 6) 18-03-2017 t/m 25-03-2017 Hitnotering: (week 7 t/m 8) 08-04-2017 t/m 15-04-2017 Hitnotering: (week 9 t/m 10) 29-04-2017 t/m 06-05-2017 Hitnotering: (week 11 t/m 17) 20-05-2017 t/m 01-07-2017 Hitnotering: (week 18) 15-07-2017 Hitnotering: (week 19) 29-07-2017 | Hitnotering: (week 1 t/m 2) 21-01-2017 t/m 28-01-2017 Hitnotering: (week 3 t/m 4) 25-02-2017 t/m 04-03-2017 Hitnotering: (week 5 t/m 6) 18-03-2017 t/m 25-03-2017 Hitnotering: (week 7 t/m 8) 08-04-2017 t/m 15-04-2017 Hitnotering: (week 9 t/m 10) 29-04-2017 t/m 06-05-2017 Hitnotering: (week 11 t/m 17) 20-05-2017 t/m 01-07-2017 Hitnotering: (week 18) 15-07-2017 Hitnotering: (week 19) 29-07-2017 | Hitnotering: (week 1 t/m 2) 21-01-2017 t/m 28-01-2017 Hitnotering: (week 3 t/m 4) 25-02-2017 t/m 04-03-2017 Hitnotering: (week 5 t/m 6) 18-03-2017 t/m 25-03-2017 Hitnotering: (week 7 t/m 8) 08-04-2017 t/m 15-04-2017 Hitnotering: (week 9 t/m 10) 29-04-2017 t/m 06-05-2017 Hitnotering: (week 11 t/m 17) 20-05-2017 t/m 01-07-2017 Hitnotering: (week 18) 15-07-2017 Hitnotering: (week 19) 29-07-2017 | Hitnotering: (week 1 t/m 2) 21-01-2017 t/m 28-01-2017 Hitnotering: (week 3 t/m 4) 25-02-2017 t/m 04-03-2017 Hitnotering: (week 5 t/m 6) 18-03-2017 t/m 25-03-2017 Hitnotering: (week 7 t/m 8) 08-04-2017 t/m 15-04-2017 Hitnotering: (week 9 t/m 10) 29-04-2017 t/m 06-05-2017 Hitnotering: (week 11 t/m 17) 20-05-2017 t/m 01-07-2017 Hitnotering: (week 18) 15-07-2017 Hitnotering: (week 19) 29-07-2017 | Hitnotering: (week 1 t/m 2) 21-01-2017 t/m 28-01-2017 Hitnotering: (week 3 t/m 4) 25-02-2017 t/m 04-03-2017 Hitnotering: (week 5 t/m 6) 18-03-2017 t/m 25-03-2017 Hitnotering: (week 7 t/m 8) 08-04-2017 t/m 15-04-2017 Hitnotering: (week 9 t/m 10) 29-04-2017 t/m 06-05-2017 Hitnotering: (week 11 t/m 17) 20-05-2017 t/m 01-07-2017 Hitnotering: (week 18) 15-07-2017 Hitnotering: (week 19) 29-07-2017 | Hitnotering: (week 1 t/m 2) 21-01-2017 t/m 28-01-2017 Hitnotering: (week 3 t/m 4) 25-02-2017 t/m 04-03-2017 Hitnotering: (week 5 t/m 6) 18-03-2017 t/m 25-03-2017 Hitnotering: (week 7 t/m 8) 08-04-2017 t/m 15-04-2017 Hitnotering: (week 9 t/m 10) 29-04-2017 t/m 06-05-2017 Hitnotering: (week 11 t/m 17) 20-05-2017 t/m 01-07-2017 Hitnotering: (week 18) 15-07-2017 Hitnotering: (week 19) 29-07-2017 | Hitnotering: (week 1 t/m 2) 21-01-2017 t/m 28-01-2017 Hitnotering: (week 3 t/m 4) 25-02-2017 t/m 04-03-2017 Hitnotering: (week 5 t/m 6) 18-03-2017 t/m 25-03-2017 Hitnotering: (week 7 t/m 8) 08-04-2017 t/m 15-04-2017 Hitnotering: (week 9 t/m 10) 29-04-2017 t/m 06-05-2017 Hitnotering: (week 11 t/m 17) 20-05-2017 t/m 01-07-2017 Hitnotering: (week 18) 15-07-2017 Hitnotering: (week 19) 29-07-2017 | Hitnotering: (week 1 t/m 2) 21-01-2017 t/m 28-01-2017 Hitnotering: (week 3 t/m 4) 25-02-2017 t/m 04-03-2017 Hitnotering: (week 5 t/m 6) 18-03-2017 t/m 25-03-2017 Hitnotering: (week 7 t/m 8) 08-04-2017 t/m 15-04-2017 Hitnotering: (week 9 t/m 10) 29-04-2017 t/m 06-05-2017 Hitnotering: (week 11 t/m 17) 20-05-2017 t/m 01-07-2017 Hitnotering: (week 18) 15-07-2017 Hitnotering: (week 19) 29-07-2017 | Hitnotering: (week 1 t/m 2) 21-01-2017 t/m 28-01-2017 Hitnotering: (week 3 t/m 4) 25-02-2017 t/m 04-03-2017 Hitnotering: (week 5 t/m 6) 18-03-2017 t/m 25-03-2017 Hitnotering: (week 7 t/m 8) 08-04-2017 t/m 15-04-2017 Hitnotering: (week 9 t/m 10) 29-04-2017 t/m 06-05-2017 Hitnotering: (week 11 t/m 17) 20-05-2017 t/m 01-07-2017 Hitnotering: (week 18) 15-07-2017 Hitnotering: (week 19) 29-07-2017 | Hitnotering: (week 1 t/m 2) 21-01-2017 t/m 28-01-2017 Hitnotering: (week 3 t/m 4) 25-02-2017 t/m 04-03-2017 Hitnotering: (week 5 t/m 6) 18-03-2017 t/m 25-03-2017 Hitnotering: (week 7 t/m 8) 08-04-2017 t/m 15-04-2017 Hitnotering: (week 9 t/m 10) 29-04-2017 t/m 06-05-2017 Hitnotering: (week 11 t/m 17) 20-05-2017 t/m 01-07-2017 Hitnotering: (week 18) 15-07-2017 Hitnotering: (week 19) 29-07-2017 |
| Week: | 1 | 2 | | 3 | 4 | | 5 | 6 | | 7 | 8 | | 9 | 10 | | 11 | 12 | 13 | 14 | 15 |
| --- | --- | --- | --- | --- | --- | --- | --- | --- | --- | --- | --- | --- | --- | --- | --- | --- | --- | --- | --- | --- |
| Positie: | 73 | 105 | uit | 175 | 129 | uit | 116 | 194 | uit | 157 | 120 | uit | 194 | 165 | uit | 136 | 178 | 152 | 170 | 160 |
| Week: | 16 | 17 | | 18 | | 19 | | | | | | | | | | | | | | |
| Positie: | 110 | 153 | uit | 186 | uit | 182 | uit | | | | | | | | | | | | | |